# Yasmin Finney
Yasmin Finney (nascida em 30 de agosto de 2003) é uma atriz inglesa e personalidade da Internet. Ela apareceu na segunda lista anual 20 Under 20 da GLAAD. Ela é conhecida por seu papel na série da Netflix Heartstopper (2022-presente) como Elle Argent. Em maio de 2022, foi anunciado que ela se juntaria ao elenco de Doctor Who em 2023.

## Início da vida
Finney nasceu em 30 de agosto de 2003 em Manchester. Ela foi criada por uma mãe solteira. Ela participou de várias produções teatrais locais enquanto crescia, inclusive no Sackville Theatre da Universidade de Manchester.

## Carreira
Finney inicialmente ganhou destaque através de seus vídeos no TikTok sobre suas experiências como adolescente transgênero britânica negra. Aos dezessete anos em abril de 2021, Finney foi escalada como Kelsa no filme de Billy Porter, What If? e Elle Argent na série da Netflix Heartstopper, a última das quais estreou em 2022. Ela teve que desistir de What If? devido às restrições de viagem da pandemia de COVID-19 que afetaram sua capacidade de obter um visto de trabalho nos Estados Unidos, levando-a a ser substituída por Eva Reign.
Em 16 de maio de 2022, foi anunciado que Finney se juntaria ao elenco de Doctor Who para o 60º aniversário em 2023, interpretando uma personagem chamada Rose.

## Vida pessoal
Finney é uma mulher trans.

## Filmografia

### Cinema
| Ano  | Título   | Papel | Nota |
| ---- | -------- | ----- | ---- |
| 2025 | LifeHack | Alex  |      |

### Televisão
| Ano       | Título              | Papel       | Nota       |
| --------- | ------------------- | ----------- | ---------- |
| 2022–2024 | Heartstopper        | Elle Argent | [ 12 ]     |
| 2022      | Celebrity Gogglebox | Ela mesma   | 1 episódio |
| 2023      | Doctor Who          | Rose Noble  | [ 14 ]     |